# Melanargia
Melanargia is een geslacht van vlinders uit de familie Nymphalidae.

## Soorten
- Melanargia arge (Sulzer, 1776) - Italiaans dambordje
- Melanargia asiatica (Oberthür & Houlbert, 1922)
- Melanargia epimede Staudinger, 1892
- Melanargia evartianae Wagener, 1976
- Melanargia flavina Gaede, 1930
- Melanargia galathea (Linnaeus, 1758) - Dambordje
- Melanargia halimede (Ménétries, 1858)
- Melanargia hylata (Ménétries, 1832)
- Melanargia ines (Hoffmannsegg, 1804) - Moors dambordje
- Melanargia japygia (Cyrillo, 1787)
- Melanargia lachesis (Hübner, 1790) - Spaans dambordje
- Melanargia larissa (Geyer, 1828) - Oostelijk dambordje
- Melanargia leda Leech, 1891
- Melanargia lucasi (Rambur, 1858)
- Melanargia lucida Staudinger, 1886
- Melanargia lugens Honrath, 1888
- Melanargia meda Grum-Grshimailo, 1895
- Melanargia meridionalis Felder, 1862
- Melanargia occitanica (Esper, 1793) - Westelijk dambordje
- Melanargia parce Staudinger, 1882
- Melanargia pherusa (Boisduval, 1833) - Siciliaans dambordje
- Melanargia russiae (Esper, 1783) - Zuidelijk dambordje
- Melanargia syriaca Oberthür, 1894
- Melanargia teneates (Ménétries, 1832)
- Melanargia titea (Klug, 1832)
- Melanargia transcaspica Staudinger, 1901
- Melanargia wiskotii (Rober, 1896)
- Melanargia yalongensis (Houlbert, 1922)